# Banchus pallescens
Banchus pallescens là một loài tò vò trong họ Ichneumonidae.